# Vas (Hongrie)
Pour les articles homonymes, voir Vas.
Vas est un comitat de l’ouest de la Hongrie.

### Héraldique

## Organisation administrative

### Districts
Jusqu'en 2013, le comitat était divisé en micro-régions statistiques (kistérség). À la suite de la réforme territoriale du 1er janvier 2013, elles ont été remplacées par les districts (járás) qui avaient été supprimés en 1984. Désormais, le comitat est subdivisé en 7 districts :
| District                  | Siège         | Superficie | Population | Localités |
| ------------------------- | ------------- | ---------- | ---------- | --------- |
| District de Celldömölk    | Celldömölk    | 474,13     | 24 071     | 28        |
| District de Körmend       | Körmend       | 614,53     | 26 664     | 46        |
| District de Kőszeg        | Kőszeg        | 286,45     | 25 978     | 21        |
| District de Sárvár        | Sárvár        | 685,45     | 38 450     | 42        |
| District de Szentgotthárd | Szentgotthárd | 255,04     | 15 068     | 16        |
| District de Szombathely   | Szombathely   | 646,36     | 113 063    | 40        |
| District de Vasvár        | Vasvár        | 374,14     | 13 164     | 23        |

### Ville principale
- Szombathely (chef-lieu)

### Villes
- Sárvár (15 651)
- Körmend (12 616)
- Kőszeg (11 731)
- Celldömölk (11 650)
- Szentgotthárd (9 090)
- Vasvár (4 705)
- Csepreg (3 640)
- Bük (3 122)
- Répcelak (2 697)
- Őriszentpéter (1 293)